# Кругообіг сірки

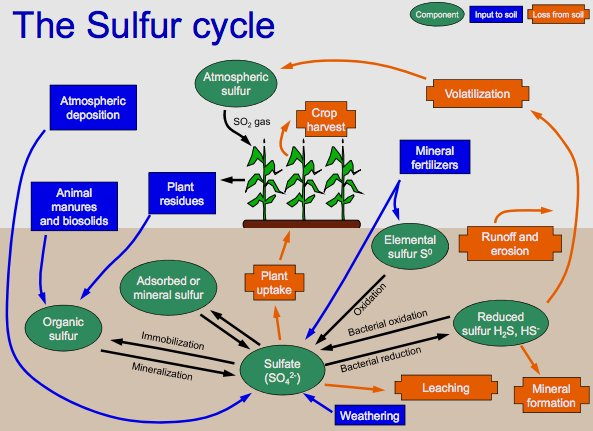
Кругообіг сірки

Кругообіг сірки — біогеохімічний цикл, який описує циркуляцію сірки та її хімічних сполук у біосфері.
Сірка є макроелементом, необхідним для синтезу сульфуровмісних амінокислот (метіоніну і цистеїну), вітаміну В1 й деяких ферментів. У живленні рослин посідає третє місце після нітрогену й фосфору.
Цей цикл включає перетворення, що відбуваються в усіх трьох оболонках — гідро-, літо- й атмосфері. Резервний фонд утворений сіркою осадових порід, мінералів, горючих копалин. Основною доступною формою для перетворень є сульфати й H2S. У вигляді сульфат-іонів сірку поглинають рослини й фіксують його у складі органічних речовин. Через рослинну їжу сірка потрапляє до тварин. 
Основні біотичні перетворення здійснюються бактеріями: хемосинтезуючі аеробні сіркобактерії і фотосинтезуючі анаеробні пурпурові сіркобактерії використовують сірководень як джерело Гідрогену, сульфатовідновлювальні бактерії перетворюють сполуки сірки на сульфати (знову використовуються рослинами) або H2S (надходить в атмосферу). Сірководень й газуваті оксиди сірки в атмосфері зазнають абіотичних перетворень з утворенням сульфатів, які з опадами потрапляють у ґрунт і океан.
Отже, осадові біогеохімічні цикли з резервним фондом у літосфері є менш досконалими через невеликий обмінний фонд речовин у літосфері, що й визначає їхній невисокий ступінь саморегуляції.